# Платформа 2
«Платформа 2» (ісп. El hoyo 2) — іспанський сатиричний науково-фантастичний фільм 2024 року від режисера Гальдера Гастелу-Уррутії, приквел фільму «Платформа» (2019). Головні ролі виконали Мілена Сміт і Овік Кеучкерян. Прем'єра відбулась 4 жовтня 2024 року.

## Сюжет
Нова ув'язнена виступає проти неоднозначних правил розподілу їжі, установлених таємничим лідером у в'язниці з жорстокою системою вертикального розміщення камер.

## Акторський склад
- Мілена Сміт[3]
- Овік Кеучкерян[3]
- Наталія Тена[1]
- Оскар Хаенада(інші мови)[1]
- Іван Массаге[2]
- Соріон Еґілеор[2]
- Бастьєн Угетто[2]
- Армандо Буйка[2]
- Педро Бачура[2]
- Антоніа Сан Хуан[2]

## Виробництво
Перший фільм вийшов на Netflix у березні 2020 року. На фоні пандемії COVID-19 картина отримала сплеск популярності, за перші чотири тижні її переглянули 56 мільйонів користувачів сервісу, що стало одним з найвищих показників переглядів для оригінальних фільмів Netflix.
Незабаром після успіху «Платформи» почались розмови про сиквел. У травні 2023 року Netflix повідомив про початок зйомок наступного фільму з Овіком Кеучкеряном та Міленою Сміт в головних ролях. Гальдер Гастелу-Уррутія повернеться до ролі режисера.
Зйомки проходили, зокрема, у Виставковому центрі Більбао у Баракальдо.

## Прем'єра
Фільм було відібрано для показу в секції «Culinary Zinema» 72-го Міжнародного кінофестивалю в Сан-Себастьяні. Прем'єра на Netflix відбулась 4 жовтня 2024 року.